# Årstaskogs väg

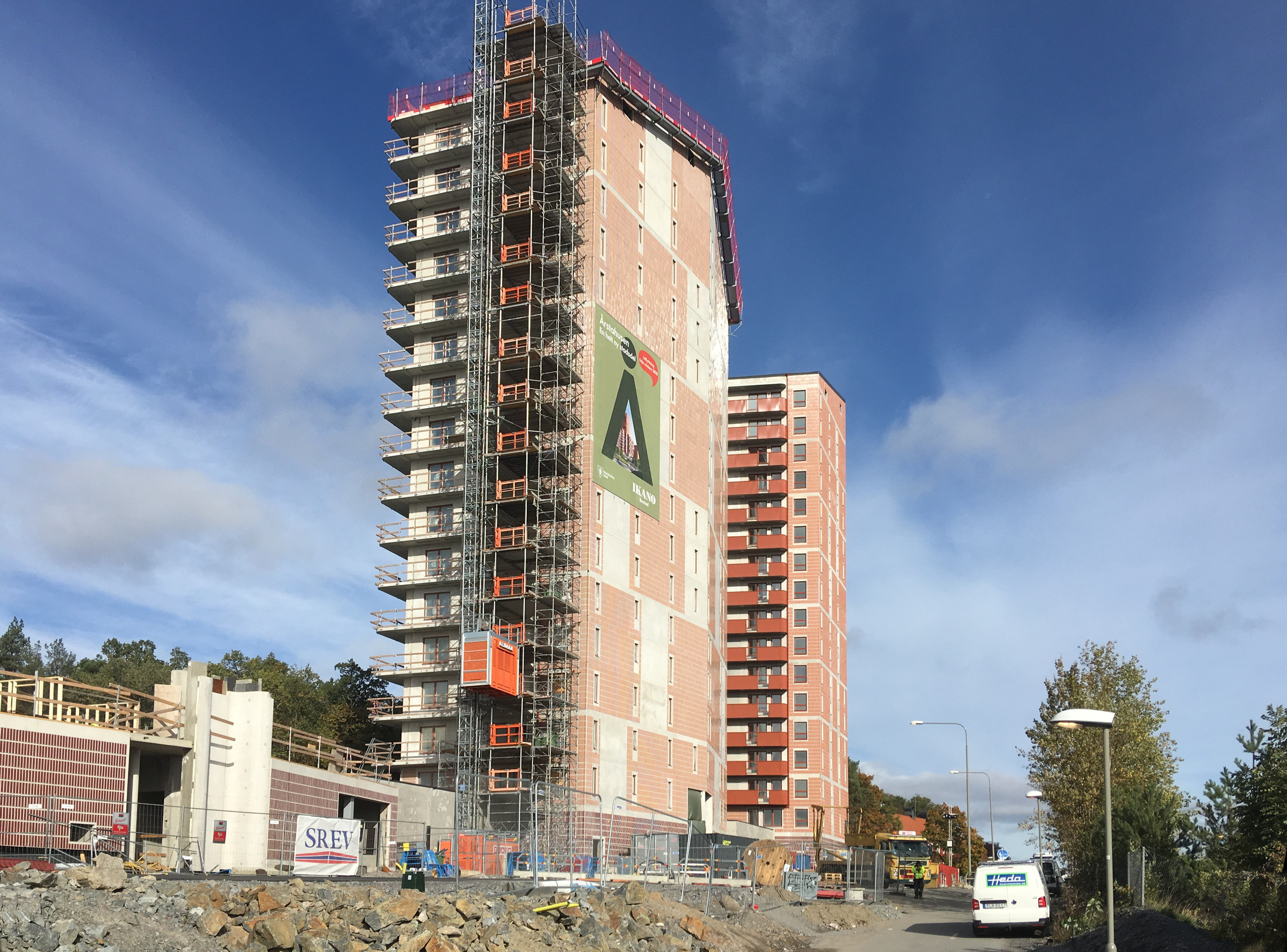
Årstahusen vid Årstaskogs väg, oktober 2018.

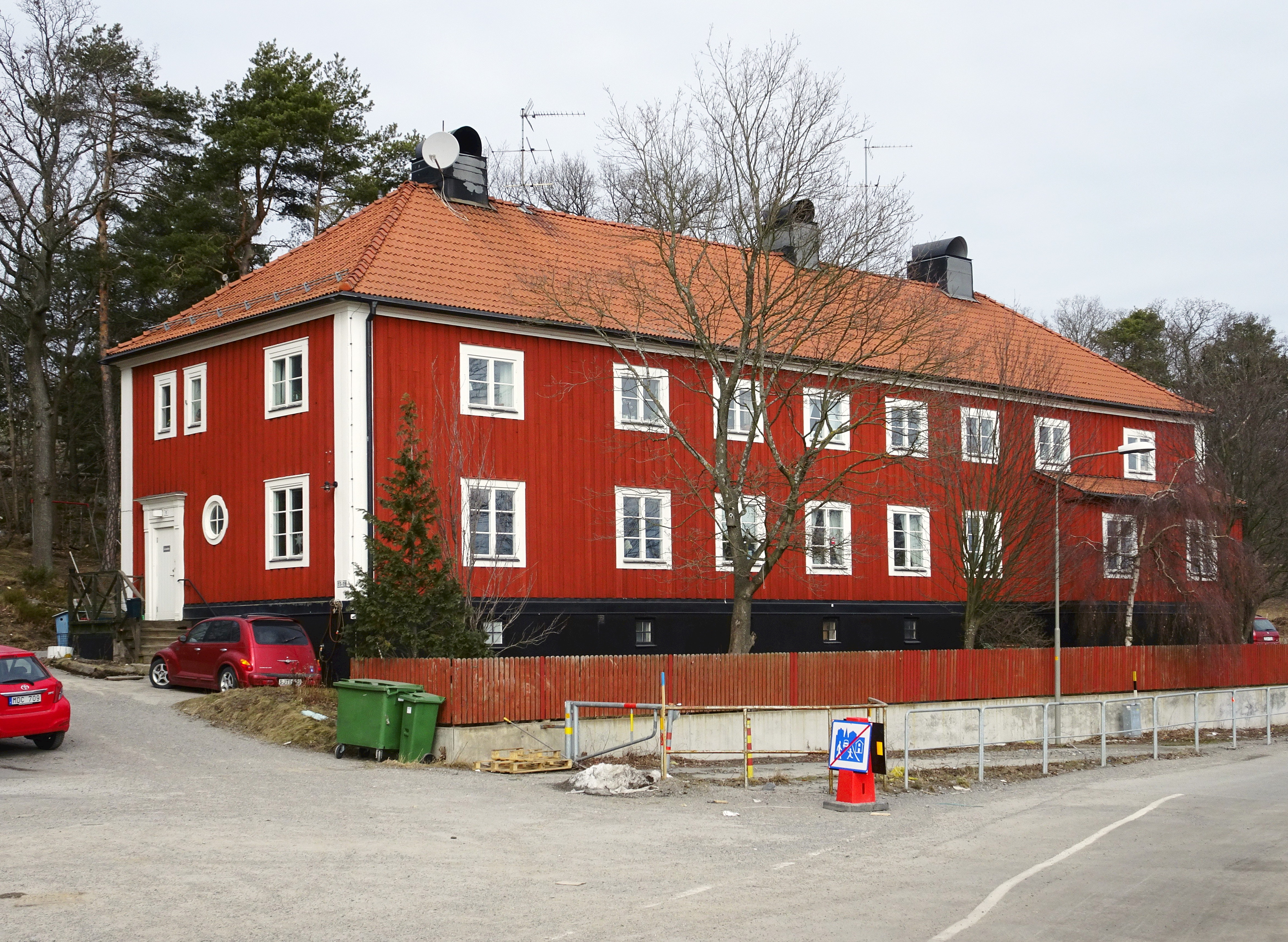
Årsta gårds före detta arbetarlänga från 1905 ligger i slutet av Årstaskogs väg. Bilden är tagen mars 2018.

Årstaskogs väg är en gata i stadsdelen Liljeholmen i Söderort inom Stockholms kommun. 

## Beskrivning
Gatan namngavs 1953 men får en delvis ny sträckning i samband med omdaningen av området. I färdigt skick kommer vägen att sträcker sig från Sjöviksbacken förbi Zackrisbergsparken (uppkallad efter den gamla egendomen Zachrisberg som låg i närheten) och längs med järnvägen till Årsta gårds före detta arbetarlänga från 1905. Årstahusen byggs för närvarande (2019) vid gatan och består av tre bostadshöghus.